# Qatar Open 1984
Die Qatar Open 1984 im Badminton fanden an mehreren Spieltagen vom 24. Januar bis zum 16. Februar 1984 statt.

## Finalresultate
| Disziplin    | Sieger                        | Finalist                     | Ergebnis           |
| ------------ | ----------------------------- | ---------------------------- | ------------------ |
| Herreneinzel | Riaz Jafar Natiq              | M. K. Joseph                 | 15–8, 10–15, 15–9  |
| Dameneinzel  | Lynda Beer                    | Margaret R. Jones            | 11–3, 11–0         |
| Herrendoppel | Robi Oommen Shaji Thomas      | Mohanen Prema George Thomas  | 15–9, 15–2         |
| Damendoppel  | Naghmana Javed Jane Brown     | Lynda Beer Margaret R. Jones | 15–7, 13–15, 18–13 |
| Mixed        | Robi Oommen Margaret R. Jones | M. K. Joseph Naghmana Javed  | 12–15, –, 15–6     |